# Fresco d'Este
Francesco d'Este, noto come Fresco (1280 circa – Venezia, 1312), è stato Signore di Ferrara, Modena e Reggio Emilia dal 1308 al 1312.

## Biografia

### Giovinezza

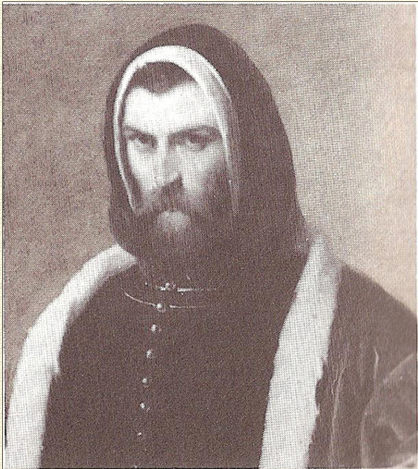
Azzo VIII d'Este in un ritratto di Luigi Asioli

Fu il quarto figlio illegittimo del marchese di Ferrara Azzo VIII d'Este.
Non ci sono dati sicuri sulla data e sul luogo di nascita, ed il primo dato certo che lo riguarda è del 1304, quando a Venezia ricevette la cittadinanza veneziana.

### Carriera militare
Nel 1306, per conto del padre cercò di reprimere senza successo una ribellione contro Manfredino che difendeva gli interessi degli Estensi a Sassuolo. Venne fatto prigioniero e la sua liberazione divenne oggetto di scambio.

### Ascesa
Nel 1308 il padre Azzo VIII si allontanò da Ferrara ritirandosi ad Este, anche per cercare un ambiente più adatto ai suoi crescenti problemi di salute, e qui morì. Nel suo testamento aveva disposto che la signoria passasse al nipote Folco. In quell'anno venne nominato dal podestà di Ferrara rettore della città e venne decretato che Fresco sarebbe succeduto al padre come signore di Ferrara in caso di decesso del padre.

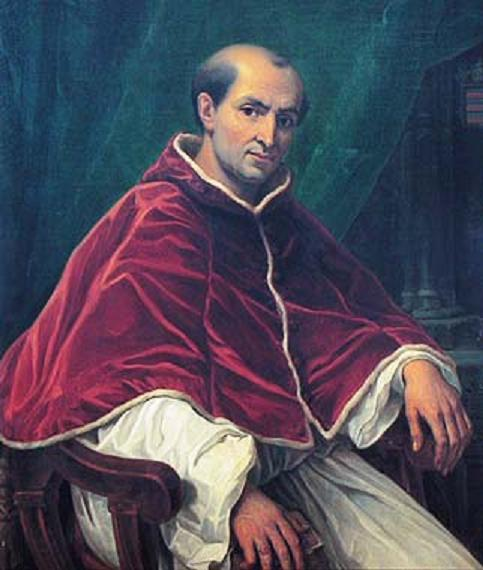
Papa Clemente V

I ferraresi nominarono Fresco anche tutore del figlio e questo provocò le ire di Aldobrandino e di Francesco, che si rivolsero a papa Clemente V. Il Papa dalla Francia mandò in Italia nel 1309 il cardinale Arnaud de Pellegrue in qualità di legato, affinché recuperasse la città di Ferrara, che si ribellò intanto contro Fresco. Vistosi in difficoltà si ritirò prima a Castelbaldo, richiedendo l'intervento dei veneziani, ed in seguito a Venezia.
Le truppe pontificie intanto, prevalendo nello scontro con l'esercito della Serenissima, riuscirono ad ottenere il controllo su Ferrara che quindi per quasi nove anni, dal 1309 al 1317, passò sotto il diretto controllo dello Stato Pontificio.

### Ultimi anni e morte
Fu preso sotto la protezione veneziana nel 1309 e rimase col figlio Folco a Venezia sino alla sua morte, che avvenne nel 1312.

## Discendenza
Fresco sposò Pellegrina Caccianemici ed ebbe un figlio, Folco.